# 二型莠竹
二型莠竹（学名：Microstegium biforme）为禾本科莠竹属下的一个种。

## 扩展阅读
- 維基物種上的相關：二型莠竹